# Peripatoides suteri
Peripatoides suteri är en klomaskart som först beskrevs av Arthur Dendy 1900.  Peripatoides suteri ingår i släktet Peripatoides och familjen Peripatopsidae. IUCN kategoriserar arten globalt som sårbar. Inga underarter finns listade i Catalogue of Life.